# Au Sable Forks
Au Sable Forks es un lugar designado por el censo ubicado en el condado de Clinton en el estado estadounidense de Nueva York. En el año 2000 tenía una población de 670 habitantes y una densidad poblacional de 104 personas por km².

## Geografía
Au Sable Forks se encuentra ubicado en las coordenadas 44°26′39″N 73°40′34″O / 44.44417, -73.67611.

## Demografía
Según la Oficina del Censo en 2000 los ingresos medios por hogar en la localidad eran de $32 578, y los ingresos medios por familia eran $37 500. Los hombres tenían unos ingresos medios de $30 859 frente a los $21 667 para las mujeres. La renta per cápita para la localidad era de $14 816. Alrededor del 13.5% de la población estaban por debajo del umbral de pobreza.